# Petr Gazdík
Petr Gazdík, né le 26 juin 1974 à Uherské Hradiště, est un homme politique tchèque, membre du mouvement centriste Maires et Indépendants (STAN).

## Biographie

### Situation personnelle
Diplôme de l'Université Masaryk puis enseignant de formation, il est marié et père quatre enfants.

### Parcours politique
Entre 2002 et 2010, il est maire de la ville de Suchá Loz.
Depuis 2010, il est membre de la Chambre des députés et président à deux reprises (de 2009 à 2014 puis de 2016 à 2019) du mouvement Maires et Indépendants (STAN).
Il est  ministre tchèque de l'Éducation, de la Jeunesse et des Sports du 17 décembre 2021 au 29 juin 2022.